# Encoder (elettronica)
L'encoder, o codificatore, è un componente elettronico digitale. La versione più semplice è costituita da un numero i di ingressi e un numero n di uscite con i ≤ {\displaystyle 2^{n}}. Una tipologia di codificatori più versatili, progettati per poter inviare dati diversi a precisi indirizzi, tipico esempio l'HX2262, hanno una circuitazione molto più complessa.

## Funzionamento
La funzione logica dell'encoder standard, consiste nel presentare alla sua uscita un determinato codice a seconda dell'ingresso attivato, solo a titolo di esempio, per riportarci al decoder, {\displaystyle 2^{3}} ossia 8 ingressi, avranno 3 uscite, che in codice binario identificano i numeri da 0 a 7. Tra ingresso e uscita non esiste però legame logico come nel decoder perché all'interno dell'encoder esistono delle allocazioni perenni di memoria (memorizzate dal costruttore) tali che il loro numero sia pari alle linee in ingresso (ogni linea attiva individua una locazione di memoria). 
Se gli ingressi attivati sono più di uno, l'uscita potrebbe assumere una configurazione binaria indesiderata. Per evitare che questo accada, i codificatori in commercio sono "con priorità": se si attiva più di una linea in ingresso, l'uscita assumerà la configurazione associata all'ingresso con priorità maggiore tra quelli attivati.
La tabella della verità permette di capire cosa si intende per priorità.
La configurazione nº0 presenta l'ingresso {\displaystyle I_{0}} attivato, e i tre bit in uscita codificano la configurazione zero binario. 
La seconda riga presenta l'ingresso {\displaystyle I_{1}} attivato, e le uscite codificano la configurazione nº1 in binario qualsiasi sia lo stato logico degli ingressi precedenti. L'ingresso {\displaystyle I_{1}} ha quindi maggior priorità rispetto all'ingresso {\displaystyle I_{0}}. Di conseguenza, l'ingresso {\displaystyle I_{2}} ha maggiore priorità di {\displaystyle I_{1}} e {\displaystyle I_{0}} e così via sino all'ultima linea in ingresso.

## Distribuzione commerciale
Nella famiglia logica TTL vi sono il "74147" e il "74148", entrambi operanti in logica negativa.
- Il 74147 presenta 9 linee in ingresso e 4 uscite D, C, B, A. Il tempo di propagazione è normalmente sui 10ns e la potenza dissipata è di 225 mW.
- Il 74148 ha 8 linee in ingresso e 3 uscite A2, A1, A0. Il tempo di ritardo è circa 12ns e la potenza dissipata è di 190 mW. È inoltre dotato di 3 ingressi supplementari di controllo:
  - Enable input (EI): a livello basso abilita il dispositivo al funzionamento, a livello alto disabilita tutti gli ingressi ponendo le uscite allo stato logico alto;
  - Enable output (EO): a livello basso indica che il dispositivo è funzionante (EI=0) ma non è stata attivata nessuna linea in ingresso;
  - Group signal (GS): a livello basso indica che il circuito è abilitato, assieme ad almeno un ingresso.